# 이준호 (축구 선수)
이준호(1989년 1월 27일 ~ )는 대한민국의 축구 선수이며 포지션은 수비수이다.

## 축구인 경력

### 선수 경력
중앙대학교 시절 1학년 때 잠시 미드필더를 본 것을 제외하면 꾸준히 풀백으로 활약하였다. 이 활약을 바탕으로 2012년 K리그 드래프트에서 인천 유나이티드의 2순위 지명을 받았다. 하지만 주전 경쟁에서 밀려 2013년 수원 FC로 이적하였다. 2013 시즌 좌우를 가리지 않고 출전하며 리그 22경기에 나서 3골을 기록하였다.